# Chroniosuchus

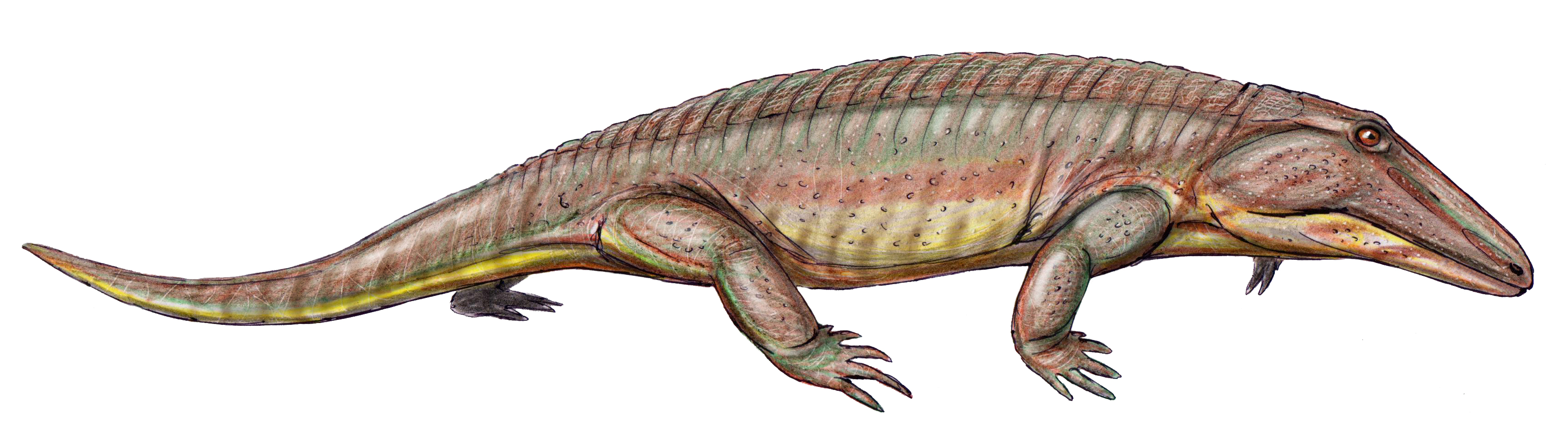
Chroniosuchus licharevi.

Chroniosuchus es un género extinto de croniosúquidos reptiliomorfos que existieron durante el Pérmico Superior, descubierto en depósitos de Óblast de Arcángel, Óblast de Oremburgo y Óblast de Vólogda, Rusia. Fue descrito por Vjuschkov en 1957 y la especie tipo es Chroniosuchus paradoxus.
Chroniosuchus medía aproximadamente 1.5 metros de largo (4.92 pies).